# 中华人民共和国教育部部长
中华人民共和国教育部部长是中华人民共和国教育部的正职负责人和中华人民共和国国务院的组成人员之一，属于国家公务员，负责领导教育部的工作，召集和主持教育部部务会议，签署上报国务院的重要请示、报告和下达的命令指示。教育部部长由国务院总理提名，全国人民代表大会决定人选，国家主席根据决定任免。
1949年10月1日，中华人民共和国中央人民政府正式成立，中央人民政府教育部亦于同日成立。10月19日，中央人民政府委员会在北京举行第三次会议，任命马叙伦为中央人民政府教育部部长，为中华人民共和国成立以来的首任教育部长。1954年9月15日至9月28日，第一届全国人民代表大会第一次会议召开，会议确定中央人民政府政务院改组为中华人民共和国国务院，为中华人民共和国的最高行政机关，中央人民政府教育部亦改组为中华人民共和国教育部，正职负责人仍称部长。1968年7月26日，中共中央、国务院、中央军委开始对教育部实行军事管制，教育部成立军事管制委员会，正职负责人改称军管会主任，由朱奎担任。1970年6月22日，根据中共中央和国务院关于精简合并各部委的意见，中华人民共和国教育部建制撤销，并入国务院科教组，其正职负责人亦随之撤销。1975年1月17日，第四届全国人民代表大会第一次会议召开，决定撤销国务院科教组，恢复教育部并恢复部长负责制。1985年6月18日，第六届全国人民代表大会常务委员会第十一次会议决定，中华人民共和国教育部改组为中华人民共和国国家教育委员会，正职负责人改称主任。1998年3月10日，第九届全国人民代表大会第一次会议批准《国务院机构改革方案》，国家教育委员会改组为教育部，正职负责人更名为部长至今。
截至2025年3月14日，共有13名政治人物曾担任过中华人民共和国教育部部长，其中有1位民主党派成员，即马叙伦（民进）；有1位无党派民主人士，即张奚若；有1位女性，即陈至立。任职时间最长的是袁贵仁，任职期限自2009年10月31日至2016年7月2日，共计6年245天。任职时间最短的是周荣鑫，任职期限自1975年1月17日至1976年4月13日，共计1年87天。现任教育部部长是怀进鹏，自2021年8月20日起任职，迄今3年206天。

## 历任部长
下表列出中华人民共和国教育部历任部长的任次、姓名、生卒年份、肖像、籍贯、就任日期、卸任日期、任职时长、任内要职和时任政府首脑等信息。姓名下方仅有生卒年份者表明此人为男性、汉族、中共党员。
| 任次                                                             | 姓名 （生卒年份）                                      | 肖像                                                   | 籍貫                                                   | 就任日期                                               | 卸任日期                                               | 任内要职 | 时任总理                                               | 资料                                                   |
| 任次                                                             | 姓名 （生卒年份）                                      | 肖像                                                   | 籍貫                                                   | 任职时长                                               | 任职时长                                               | 任内要职 | 时任总理                                               | 资料                                                   |
| 中央人民政府教育部部长（1949年10月19日—1954年9月28日）           | 中央人民政府教育部部长（1949年10月19日—1954年9月28日） | 中央人民政府教育部部长（1949年10月19日—1954年9月28日） | 中央人民政府教育部部长（1949年10月19日—1954年9月28日） | 中央人民政府教育部部长（1949年10月19日—1954年9月28日） | 中央人民政府教育部部长（1949年10月19日—1954年9月28日） | 中央人民政府教育部部长（1949年10月19日—1954年9月28日）                                                                   | 中央人民政府教育部部长（1949年10月19日—1954年9月28日） | 中央人民政府教育部部长（1949年10月19日—1954年9月28日） |
| ---------------------------------------------------------------- | ------------------------------------------------------ | ------------------------------------------------------ | ------------------------------------------------------ | ------------------------------------------------------ | ------------------------------------------------------ | --- | ------------------------------------------------------ | ------------------------------------------------------ |
| 1                                                                | 马叙伦 （民进） （1885—1970）                          |                                                        | 浙江 余杭                                              | 1949年10月19日                                         | 1952年11月15日                                         | 中央人民政府政务委员 政务院文化教育委员会副主任 中国文字改革研究委员会主任 中国民主促进会中央理事会主席                  | 周恩来                                                 | [ 13 ]                                                 |
| 1                                                                | 马叙伦 （民进） （1885—1970）                          | 3年27天                                                | 浙江 余杭                                              |                                                        |                                                        | 中央人民政府政务委员 政务院文化教育委员会副主任 中国文字改革研究委员会主任 中国民主促进会中央理事会主席                  | 周恩来                                                 | [ 13 ]                                                 |
| 2                                                                | 张奚若 （无党派） （1889—1973）                        |                                                        | 陕西 大荔                                              | 1952年11月15日                                         | 1954年9月28日                                          | 政务院政治法律委员会副主任 中国人民外交学会会长                                                                          | 周恩来                                                 | [ 14 ]                                                 |
| 2                                                                | 张奚若 （无党派） （1889—1973）                        | 1年317天                                               | 陕西 大荔                                              |                                                        |                                                        | 政务院政治法律委员会副主任 中国人民外交学会会长                                                                          | 周恩来                                                 | [ 14 ]                                                 |
| 中华人民共和国教育部部长（1954年9月28日—1968年7月26日）          |                                                        |                                                        |                                                        |                                                        |                                                        | |                                                        |                                                        |
| 2                                                                | 张奚若 （无党派） （1889—1973）                        |                                                        | 陕西 大荔                                              | 1954年9月28日                                          | 1958年2月11日                                          | 中华人民共和国对外文化联络委员会主任 中国人民外交学会会长                                                                | 周恩来                                                 | [ 15 ] [ 16 ]                                          |
| 2                                                                | 张奚若 （无党派） （1889—1973）                        | 3年136天                                               | 陕西 大荔                                              |                                                        |                                                        | 中华人民共和国对外文化联络委员会主任 中国人民外交学会会长                                                                | 周恩来                                                 | [ 15 ] [ 16 ]                                          |
| 3                                                                | 杨秀峰 （1897—1983）                                   |                                                        | 河北 迁安                                              | 1958年2月11日                                          | 1964年7月22日                                          | 中华人民共和国教育部党组书记 国务院第二办公室副主任                                                                      | 周恩来                                                 | [ 17 ] [ 18 ]                                          |
| 3                                                                | 杨秀峰 （1897—1983）                                   | 6年162天                                               | 河北 迁安                                              |                                                        |                                                        | 中华人民共和国教育部党组书记 国务院第二办公室副主任                                                                      | 周恩来                                                 | [ 17 ] [ 18 ]                                          |
| 代                                                               | 刘季平 （1908—1987）                                   |                                                        | 江苏 如皋                                              | 1964年7月22日                                          | 1964年10月4日                                          | 中华人民共和国教育部党组副书记                                                                                           | 周恩来                                                 | [ 19 ] [ 20 ]                                          |
| 代                                                               | 刘季平 （1908—1987）                                   | 74天                                                   | 江苏 如皋                                              |                                                        |                                                        | 中华人民共和国教育部党组副书记                                                                                           | 周恩来                                                 | [ 19 ] [ 20 ]                                          |
| 4                                                                | 何伟 （1910—1973）                                     |                                                        | 河南 汝南                                              | 1964年10月4日                                          | 1968年7月26日                                          | | 周恩来                                                 | [ 21 ] [ 22 ]                                          |
| 4                                                                | 何伟 （1910—1973）                                     | 3年296天                                               | 河南 汝南                                              |                                                        |                                                        | | 周恩来                                                 | [ 21 ] [ 22 ]                                          |
| 教育部军事管制委员会主任（1968年7月26日—1970年6月22日）          |                                                        |                                                        |                                                        |                                                        |                                                        | |                                                        |                                                        |
| #                                                                | 朱奎 （1916—1982）                                     |                                                        | 陕西 高陵                                              | 1968年7月26日                                          | 1970年6月22日                                          | | 周恩来                                                 | [ 23 ]                                                 |
| #                                                                | 朱奎 （1916—1982）                                     | 1年331天                                               | 陕西 高陵                                              |                                                        |                                                        | | 周恩来                                                 | [ 23 ]                                                 |
| 1970年6月22日至1975年1月17日期间，撤销中华人民共和国教育部部长。 |                                                        |                                                        |                                                        |                                                        |                                                        | |                                                        |                                                        |
| 中华人民共和国教育部部长（1975年1月17日—1985年6月18日）          |                                                        |                                                        |                                                        |                                                        |                                                        | |                                                        |                                                        |
| 5                                                                | 周荣鑫 （1917—1976）                                   |                                                        | 山东 蓬莱                                              | 1975年1月17日                                          | 1976年4月13日                                          | | 周恩来 ↓ 空缺 ↓ 华国锋                                 | [ 7 ] [ 24 ]                                           |
| 5                                                                | 周荣鑫 （1917—1976）                                   | 1年87天                                                | 山东 蓬莱                                              |                                                        |                                                        | | 周恩来 ↓ 空缺 ↓ 华国锋                                 | [ 7 ] [ 24 ]                                           |
| 1976年4月13日至1977年1月25日期间空缺。                           |                                                        |                                                        |                                                        |                                                        |                                                        | |                                                        |                                                        |
| 6                                                                | 刘西尧 少将 （1916—2013）                              |                                                        | 湖南 长沙                                              | 1977年1月25日                                          | 1979年2月23日                                          | 中华人民共和国教育部党组书记                                                                                             | 华国锋                                                 | [ 25 ] [ 26 ]                                          |
| 6                                                                | 刘西尧 少将 （1916—2013）                              | 2年29天                                                | 湖南 长沙                                              |                                                        |                                                        | 中华人民共和国教育部党组书记                                                                                             | 华国锋                                                 | [ 25 ] [ 26 ]                                          |
| 7                                                                | 蒋南翔 （1913—1988）                                   |                                                        | 江苏 宜兴                                              | 1979年2月23日                                          | 1982年5月4日                                           | 中华人民共和国教育部党组书记                                                                                             | 华国锋 ↓ 赵紫阳                                        | [ 29 ] [ 30 ]                                          |
| 7                                                                | 蒋南翔 （1913—1988）                                   | 3年70天                                                | 江苏 宜兴                                              |                                                        |                                                        | 中华人民共和国教育部党组书记                                                                                             | 华国锋 ↓ 赵紫阳                                        | [ 29 ] [ 30 ]                                          |
| 8                                                                | 何东昌 （1923—2014）                                   |                                                        | 浙江 诸暨                                              | 1982年5月4日                                           | 1985年6月18日                                          | 中华人民共和国教育部党组书记 国务院学位委员会副主任委员                                                                  | 赵紫阳                                                 | [ 31 ] [ 32 ]                                          |
| 8                                                                | 何东昌 （1923—2014）                                   | 3年45天                                                | 浙江 诸暨                                              |                                                        |                                                        | 中华人民共和国教育部党组书记 国务院学位委员会副主任委员                                                                  | 赵紫阳                                                 | [ 31 ] [ 32 ]                                          |
| 中华人民共和国国家教育委员会主任（1985年6月18日—1998年3月10日）  |                                                        |                                                        |                                                        |                                                        |                                                        | |                                                        |                                                        |
| 9                                                                | 李鹏 （1928—2019）                                     |                                                        | 四川 成都                                              | 1985年6月18日                                          | 1988年4月12日                                          | 中华人民共和国国务院副总理 国务院电子振兴领导小组组长 中共中央书记处书记 中共中央政治局常委 中华人民共和国国务院代理总理 | 赵紫阳 ↓ 李鹏                                          | [ 33 ] [ 34 ]                                          |
| 9                                                                | 李鹏 （1928—2019）                                     | 2年299天                                               | 四川 成都                                              |                                                        |                                                        | 中华人民共和国国务院副总理 国务院电子振兴领导小组组长 中共中央书记处书记 中共中央政治局常委 中华人民共和国国务院代理总理 | 赵紫阳 ↓ 李鹏                                          | [ 33 ] [ 34 ]                                          |
| 10                                                               | 李铁映 （1936—）                                       |                                                        | 湖南 长沙                                              | 1988年4月12日                                          | 1993年3月29日                                          | 中华人民共和国国家教育委员会党组书记 中共中央政治局委员 中华人民共和国国务委员                                           | 李鹏                                                   | [ 35 ] [ 36 ]                                          |
| 10                                                               | 李铁映 （1936—）                                       | 4年351天                                               | 湖南 长沙                                              |                                                        |                                                        | 中华人民共和国国家教育委员会党组书记 中共中央政治局委员 中华人民共和国国务委员                                           | 李鹏                                                   | [ 35 ] [ 36 ]                                          |
| 11                                                               | 朱开轩 （1932—2016）                                   |                                                        | 上海 金山                                              | 1993年3月29日                                          | 1998年3月10日                                          | 中共中央候补委员 全国人民代表大会教育科学文化卫生委员会主任委员                                                          | 李鹏                                                   | [ 37 ] [ 38 ]                                          |
| 11                                                               | 朱开轩 （1932—2016）                                   | 4年346天                                               | 上海 金山                                              |                                                        |                                                        | 中共中央候补委员 全国人民代表大会教育科学文化卫生委员会主任委员                                                          | 李鹏                                                   | [ 37 ] [ 38 ]                                          |
| 中华人民共和国教育部部长（1998年3月10日至今）                    |                                                        |                                                        |                                                        |                                                        |                                                        | |                                                        |                                                        |
| 12                                                               | 陈至立 （女） （1942—）                                |                                                        | 福建 仙游                                              | 1998年3月10日                                          | 2003年3月17日                                          | 中华人民共和国教育部党组书记                                                                                             | 朱镕基                                                 | [ 39 ]                                                 |
| 12                                                               | 陈至立 （女） （1942—）                                | 5年7天                                                 | 福建 仙游                                              |                                                        |                                                        | 中华人民共和国教育部党组书记                                                                                             | 朱镕基                                                 | [ 39 ]                                                 |
| 13                                                               | 周济 院士 （1946—）                                    |                                                        | 上海                                                   | 2003年3月17日                                          | 2009年10月31日                                         | 中华人民共和国教育部党组书记                                                                                             | 温家宝                                                 | [ 40 ]                                                 |
| 13                                                               | 周济 院士 （1946—）                                    | 6年228天                                               | 上海                                                   |                                                        |                                                        | 中华人民共和国教育部党组书记                                                                                             | 温家宝                                                 | [ 40 ]                                                 |
| 14                                                               | 袁贵仁 （1950—）                                       |                                                        | 安徽 固镇                                              | 2009年10月31日                                         | 2016年7月2日                                           | 中华人民共和国教育部党组书记                                                                                             | 温家宝 ↓ 李克强                                        | [ 41 ] [ 42 ]                                          |
| 14                                                               | 袁贵仁 （1950—）                                       | 6年245天                                               | 安徽 固镇                                              |                                                        |                                                        | 中华人民共和国教育部党组书记                                                                                             | 温家宝 ↓ 李克强                                        | [ 41 ] [ 42 ]                                          |
| 15                                                               | 陈宝生 （1956—）                                       |                                                        | 甘肃 兰州                                              | 2016年7月2日                                           | 2021年8月20日                                          | 中华人民共和国教育部党组书记                                                                                             | 李克强                                                 | [ 43 ]                                                 |
| 15                                                               | 陈宝生 （1956—）                                       | 5年49天                                                | 甘肃 兰州                                              |                                                        |                                                        | 中华人民共和国教育部党组书记                                                                                             | 李克强                                                 | [ 43 ]                                                 |
| 16                                                               | 怀进鹏 院士 （1962—）                                  |                                                        | 山东 济南                                              | 2021年8月20日                                          | 现任                                                   | 中华人民共和国教育部党组书记                                                                                             | 李克强 ↓ 李强                                          | [ 44 ]                                                 |
| 16                                                               | 怀进鹏 院士 （1962—）                                  | 3年206天                                               | 山东 济南                                              |                                                        |                                                        | 中华人民共和国教育部党组书记                                                                                             | 李克强 ↓ 李强                                          | [ 44 ]                                                 |

## 在世前任部长
截至2025年3月，在世的前中華人民共和國教育部部長有5位：
| 姓名   | 任期                         | 出生日期與年齡     |
| ------ | ---------------------------- | ------------------ |
| 李铁映 | 1988年4月12日—1993年3月29日  | 1936年9月（88歲）  |
| 陈至立 | 1998年3月10日—2003年3月17日  | 1942年11月（82歲） |
| 周济   | 2003年3月17日—2009年10月31日 | 1946年8月（78歲）  |
| 袁贵仁 | 2009年10月31日—2016年7月2日  | 1950年11月（74歲） |
| 陈宝生 | 2016年7月2日—2021年8月20日   | 1956年5月（68歲）  |

最近一位去世的前中華人民共和國教育部部長（中华人民共和国国家教育委员会主任）是李鹏，他于2019年7月22日在北京去世，享年90岁。